# Tinodes waeneri
Tinodes waeneri là một loài Trichoptera trong họ Psychomyiidae. Chúng phân bố ở miền Cổ bắc.